# Дубіївська сільська рада
Дубі́ївська сільська́ ра́да — адміністративно-територіальна одиниця та орган місцевого самоврядування в Черкаському районі Черкаської області. Адміністративний центр — село Дубіївка.

## Загальні відомості
- Населення ради: 3 360 осіб (станом на 2001 рік)

## Населені пункти
Сільській раді підпорядковані населені пункти:
- с. Дубіївка

## Склад ради
Рада складається з 22 депутатів та голови.
- Голова ради: Коваленко Микола Тимофійович
- Секретар ради: Клименко Валентина Степанівна

### Керівний склад попередніх скликань
| Прізвище, ім'я, по батькові  | Основні відомості                                                                       | Дата обрання | Дата звільнення |
| ---------------------------- | --------------------------------------------------------------------------------------- | ------------ | --------------- |
| Коваленко Микола Тимофійович | Сільський голова, 1953 року народження, освіта середня спеціальна, безпартійний         | 26.03.2006   | 31.10.2010      |
| Коваленко Микола Тимофійович | Сільський голова, 1953 року народження, освіта середня спеціальна, член Партії регіонів | 31.10.2010   |                 |

Примітка: таблиця складена за даними сайту Верховної Ради України

### Депутати
За результатами місцевих виборів 2010 року депутатами ради стали:

#### За суб'єктами висування
| Суб'єкт висування                                       | Кількість обраних депутатів | %    |
| ------------------------------------------------------- | --------------------------- | ---- |
| Партія регіонів                                         | 10                          | 45,5 |
| Самовисування                                           | 6                           | 27,3 |
| Українська соціал-демократична партія                   | 5                           | 22,7 |
| Політична партія Всеукраїнське об'єднання «Батьківщина» | 1                           | 4,5  |

#### За округами
| № округу                                                | Прізвище, ім'я, по батькові       | Дата визнання обраним | Освіта  | Партійна приналежність | Відомості про обраного депутата                                       |
| ------------------------------------------------------- | --------------------------------- | --------------------- | ------- | ---------------------- | --------------------------------------------------------------------- |
| Партія регіонів                                         |                                   |                       |         |                        |                                                                       |
| 3                                                       | Сіпко Микола Григорович           | 02.11.2010            | вища    | член Партії регіонів   | Дубіївська загальноосвітня школа І-ІІІ ст., директор школи            |
| 4                                                       | Шемшур Григорій Олексійович       | 02.11.2010            | середня | позапартійний          | приватний підприємець                                                 |
| 5                                                       | Клименко Валентина Степанівна     | 02.11.2010            | вища    | позапартійна           | Дубіївська сільська рада, секретар сільської ради, виконкому          |
| 7                                                       | Капшай Світлана Леонідівна        | 02.11.2010            | вища    | позапартійна           | дошкільний навчальний заклад «Дубок», бухгалтер                       |
| 8                                                       | Турлаков Віктор Семенович         | 02.11.2010            | середня | позапартійний          | приватний підприємець                                                 |
| 10                                                      | Ворона Катерина Сергіївна         | 02.11.2010            | вища    | позапартійна           | Дубіївська амбулаторія ЗПСМ, акушерка                                 |
| 12                                                      | Кривошея Олександр Іванович       | 02.11.2010            | середня | позапартійний          | Дубіївська сільська рада, робітник по благоустрою                     |
| 13                                                      | Шміцкий Дмитро Леонідович         | 02.11.2010            | вища    | позапартійний          | в/ч А3177, військовослужбовець                                        |
| 15                                                      | Стрілець Лариса Іванівна          | 02.11.2010            | вища    | позапартійна           | Дубіївська сільська рада, спеціаліст-землевпорядник                   |
| 22                                                      | Наливайко Наталія Олександрівна   | 02.11.2010            | вища    | позапартійна           | Дубіївська сільська рада, спеціаліст І категорії — головний бухгалтер |
| Політична партія Всеукраїнське об'єднання «Батьківщина» |                                   |                       |         |                        |                                                                       |
| 19                                                      | Будяк Олексій Ничипорович         | 02.11.2010            | середня | позапартійний          | приватний підприємець                                                 |
| Українська соціал-демократична партія                   |                                   |                       |         |                        |                                                                       |
| 2                                                       | Соколенко Олексій Олексійович     | 02.11.2010            | середня | позапартійний          | тимчасово не працює                                                   |
| 9                                                       | Лаврик Олександр Васильович       | 02.11.2010            | середня | позапартійний          | в/ч А3193, начальник сховища                                          |
| 11                                                      | Ковальов Микола Миколайович       | 02.11.2010            | вища    | позапартійний          | в/ч А3177, фельдшер медслужби                                         |
| 14                                                      | Костенко Наталія Іванівна         | 02.11.2010            | середня | позапартійна           | Приватний магазин с. Дубіївка, продавець                              |
| 21                                                      | Пригорніцький Григорій Михайлович | 02.11.2010            | середня | позапартійний          | приватний підприємець                                                 |
| Самовисування                                           |                                   |                       |         |                        |                                                                       |
| 1                                                       | Ситник Ольга Іванівна             | 02.11.2010            | вища    | позапартійна           | приватний підприємець                                                 |
| 6                                                       | Райда Анатолій Юрійович           | 02.11.2010            | вища    | позапартійний          | Дубіївське лісництво, майстер лісу                                    |
| 16                                                      | Сіренко Іван Якович               | 02.11.2010            | вища    | позапартійний          | пенсіонер                                                             |
| 17                                                      | Тепаленко Світлана Валентинівна   | 02.11.2010            | вища    | позапартійна           | дошкільний навчальний заклад «Дубок», вихователь                      |
| 18                                                      | Пелипась Іван Андрійович          | 02.11.2010            | вища    | позапартійний          | ТОВ «Мессепроект-Україна», старший майстер                            |
| 20                                                      | Котенко Олег Іванович             | 02.11.2010            | вища    | позапартійний          | Дубіївська загальноосвітня школа І-ІІІ ст.                            |